# Lista de gentílicos de Pernambuco
Esta é uma lista de gentílicos referentes a municípios do estado brasileiro de Pernambuco, cujos nativos ou moradores são chamados genericamente de pernambucanos. A capital do estado, Recife, está em destaque. 
Sobre gentílicos em geral, cumpre destacar as normas ortográficas em vigor desde o Formulário Ortográfico de 1943, que diz, em seu item 42:
Os topônimos de tradição histórica secular não sofrem alteração alguma na sua grafia, quando já esteja consagrada pelo consenso diuturno dos brasileiros. Sirva de exemplo o topônimo "Bahia", que conservará esta forma quando se aplicar em referência ao Estado e à cidade que têm esse nome. Observação: os compostos e derivados desses topônimos obedecerão às normas gerais do vocabulário comum.— Academia Brasileira de Letras

## Gentílicos dos municípios pernambucanos
- Abreu e Lima - abreu-limense
- Afogados da Ingazeira - afogadense
- Afrânio - afraniense
- Agrestina – agrestinense
- Água Preta - água-pretense
- Águas Belas - águas-belense
- Alagoinha - alagoinhense
- Aliança – aliancense
- Altinho - altinense
- Amaraji - amarajinense
- Angelim - angelinense
- Araçoiaba – araçoiabense
- Araripina – araripinense
- Arcoverde - arcoverdense
- Barra de Guabiraba - guabirabense
- Barreiros – barreirense
- Belém de Maria - belenense
- Belém do São Francisco - belemita, belenense
- Belo Jardim – belo-jardinense
- Baraúna – betaniense
- Bezerros - bezerrense
- Bodocó - bodocoense
- Bom Conselho - conselhense
- Bom Jardim – bom-jardinense
- Bonito – bonitense
- Brejão - brejonense
- Brejinho – brejinhense
- Brejo da Madre de Deus - brejense
- Buenos Aires - buenairense
- Buíque – buiquense
- Cabo de Santo Agostinho – cabense
- Cabrobó – cabroboense
- Cachoeirinha - cachoeirinhense
- Caetés – caeteense
- Calçado – calçadense
- Calumbi - calumbiense
- Camaragibe - camaragibense
- Camocim de São Félix - camociense, camocinense
- Camutanga – camutanguense
- Canhotinho - canhotinhense
- Capoeiras - capoeirense
- Carnaíba – carnaibano, carnaibense
- Carnaubeira da Penha – carnaubeirense
- Carpina - carpinense
- Caruaru – caruaruense
- Casinhas - casinhense
- Catende – catendense
- Cedro – cedrense
- Chã de Alegria – alegriense
- Chã Grande – chã-grandense
- Condado - condadense
- Correntes – correntense
- Cortês – cortesense
- Cumaru - cumaruense
- Cupira - cupirense
- Custódia - custodiense
- Dormentes - dormentense
- Escada - escadense
- Exu - exuense
- Feira Nova - feira-novense
- Fernando de Noronha - noronhense
- Ferreiros - ferreirense
- Floresta - florestense
- Flores - florense
- Frei Miguelinho - frei-miguelinhense
- Gameleira - gameleirense
- Garanhuns - garanhuense
- Glória do Goitá - gloriense
- Goiana - goianense
- Granito - granitense
- Gravatá - gravataense
- Iati - iatiense
- Ibimirim – ibimiriense
- Ibirajuba - ibirajubense
- Igarassu - igarassuense, igarassuano, igaraçuara
- Iguaraci – iguaraciense
- Ilha de Itamaracá – itamaracaense
- Inajá – inajaense
- Ingazeira – ingazeirense
- Ipojuca – ipojuquense, ipojucano
- Ipubi – ipubiense
- Itacuruba – itacurubense
- Itaíba – itaibense
- Itambé – itambeense
- Itapetim – itapetimense
- Itapissuma – itapissumense
- Itaquitinga – itaquitinguense
- Jaboatão dos Guararapes – jaboatonense, jaboatãoense
- Jaqueira – jaqueirense
- Jataúba – jataubense
- Jatobá – jatobaense
- João Alfredo – alfredense, joão-alfredense
- Joaquim Nabuco – nabuquense
- Jucati – jucatiense
- Jupi – jupiense
- Jurema – juremense
- Lagoa de Itaenga – itaenguense
- Lagoa do Carro – lagoense-do-carro
- Lagoa do Ouro – lagoa-ourense
- Lagoa dos Gatos – lagoagatense, lagoense
- Lagoa Grande – lagoa-grandense
- Lajedo – lajedense
- Limoeiro – limoeirense
- Macaparana – macaparanense
- Machados – machadense
- Manari – manariense
- Maraial – maraialense
- Mirandiba – mirandibense
- Moreilândia – moreilandense, moreirense
- Moreno - morenense
- Nazaré da Mata - nazareno
- Olinda - olindense
- Orobó – orobense
- Orocó– orocoense
- Ouricuri – ouricuriense
- Palmares – palmarense
- Palmeirina – palmeirinense
- Panelas – panelense
- Paranatama – paranatamense
- Parnamirim - parnamirinense, parnaminioara
- Passira – passirense
- Paudalho - paudalhense
- Paulista – paulistense
- Pedra – pedrense
- Pesqueira – pesqueirense
- Petrolândia – petrolandense
- Petrolina – petrolinense
- Poção – poçãoense
- Pombos – pomboense
- Primavera – primaverense
- Quipapá – quipapaense
- Quixaba – quixabense
- Recife – recifense
- Riacho das Almas – riachense
- Ribeirão – ribeirãoense
- Rio Formoso – rio-formosense
- Sairé – saireense
- Salgadinho – salgadinhense
- Salgueiro – salgueirense
- Saloá – saloaense
- Sanharó - sanharoense
- Santa Cruz – santa-cruzense
- Santa Cruz da Baixa Verde – santa-cruzense
- Santa Cruz do Capibaribe – santa-cruzense
- Santa Filomena – filomense
- Santa Maria da Boa Vista – boa-vistano
- Santa Maria do Cambucá – santa-mariense
- Santa Terezinha – teresinhense, santa-terezinhense
- São Benedito do Sul – são-beneditense
- São Bento do Una – são-bentense
- São Caetano – são-caetanense
- São João – são-joanense
- São Joaquim do Monte – são-joaquinense
- São José da Coroa Grande – coroense
- São José do Belmonte – belmontense
- São José do Egito – egipsiense
- São Lourenço da Mata – são-lourencense
- São Vicente Férrer – são-vicentino
- Serra Talhada – serra-talhadense
- Serrita – serritense
- Sertânia – sertaniense
- Sirinhaém – sirinhaense
- Solidão – solidanense
- Surubim – surubinense
- Tabira – tabirense
- Tacaimbó – tacaimboense
- Tacaratu – tacaratuense
- Tamandaré – tamandareense
- Taquaritinga do Norte – taquaratinguense
- Terezinha – terezinhense
- Terra Nova – terra-novense
- Timbaúba – timbaubense
- Toritama – toritamense
- Tracunhaém – tracunhaense
- Trindade – trindadense
- Triunfo – triunfense
- Tupanatinga – tupanatinguense
- Tuparetama – tuparetamense
- Venturosa – venturosense
- Verdejante – verdejantense
- Vertente do Lério – vertentense-do-lério
- Vertentes – vertentense
- Vicência – vicenciense
- Vitória de Santo Antão – vitoriense
- Xexéu – xexeuense